# Casa Museu Lope de Vega
La Casa Museu Lope de Vega és la casa on va viure i morir el poeta i dramaturg Lope de Vega. Inicialment pertanyia al Patronat de la Fundació García Cabrejo, fins que la Reial Acadèmia Espanyola l'assumí el 1931.

## Característiques de l'edifici
L'edifici es localitza al número 11 del carrer de Cervantes, a la Vila de Madrid. Es data a la fi del segle xvi i és una mostra de com eren les cases particulars en aquella època.
L'edifici fou declarat Monument Artístic després de ser restaurat. Fou tornat a restaurar el 1992 després de signar-se el conveni de cooperació cultural entre la Comunitat de Madrid i la RAE.